# Lac Mullutu-Suurlaht
Le lac Mullutu-Suurlaht (en estonien : Mullutu-Suurlaht) est un ancien lac de l'ile de Saaremaa en Estonie,.

## Géographie
Le Mullutu-Suurlaht est à environ 2 kilomètres à l'ouest de la ville de Kuressaare. 
Le lac aux eaux saumâtres s'est dédoublé, sa partie ouest de la baie de Mullutu et sa partie orientale de Suurlaht sont devenues des lacs séparés.
Le Mullutu-Suurlaht nomme le plan d'eau saumâtre composé de deux parties :
- Suurlaht ou baie de Kellamäe (531 hectares, qui forme sa partie orientale.
- Baie de Mullutu ou Grande baie de Mullutu (412,4 hectares qui est sa partie occidentale[1].